# 扎尔卡
扎尔卡（阿拉伯语：‎）位于约旦西北部，是扎尔卡省的省会，人口约63万(2015年）。
扎尔卡占约旦总人口的5.96%，是全国第二大城市。